# 多洛雷丝·德尔里奥
多洛雷丝·德尔里奥（西班牙語：Dolores del Río，西班牙語發音：[doˈloɾes del ˈrio]；1904年8月3日—1983年4月11日），全名玛丽亚·德洛斯·多洛雷丝·亚松索洛·洛佩斯-内格雷特（西班牙語：María de los Dolores Asúnsolo López-Negrete），是一名墨西哥女演員，亦是好萊塢首位拉丁裔跨界明星，曾享譽1920與1930年代的美國電影產業。其同樣被視作1940與1950年代墨西哥電影黃金時期的主要女性角色。在德尔里奥活躍的年代，她被視作電影領域最美麗的人物之一，在無聲電影、有聲電影、電視、戲劇與廣播領域有著長久而豐富的生涯。
最初德尔里奥於墨西哥被電影導演埃德溫·卡萊文發現，其後於1925年開始了她的電影事業，并出演了《光榮代價》（1926年）、《復活》（1927年）和《雷蒙娜》（1928年）等多部成功的無聲電影。這一時期，她在某種程度上被視作魯道夫·瓦倫蒂諾的女性版本、「一個刻板印象中的女版拉丁情人」 。隨著有聲電影的面世，德尔里奥出演了《天堂鳥》（1932年）、《飛往里約》（1933年）、《杜芭莉女士》（1934年）與《恐懼之旅》（1943年）等作品。1940年代初，其在好萊塢的生涯逐漸進入低谷，隨即她重歸故國、踏入了時年處在巔峰期的墨西哥電影領域。
回到墨西哥後，德尔里奥迅速成為了被世人稱作「墨西哥影業黃金時代」之時期最為重要的促進者與演藝者。其出演的諸如《野花》（1943年）、《瑪利亞·康德萊麗亞》（1944年）、《被遺棄的人》（1945年）、《三角梅》（1945年）與《失寵女人》（1949年）等電影被視作經典傑作，促進了墨西哥影業在世界范圍内的發展。德尔里奥一直在墨西哥電影行業工作至1950年代，并同樣活躍於阿根廷和西班牙。
1960年，德尔里奥重返了好萊塢，并在之後的數年内出演了多部墨西哥和美國電影。從1950年代到1970年代初葉，她亦嘗試涉足了墨西哥的戲劇行業和一些美國的電視劇集，并且均獲得了成功。1978年的演出是德尔里奥職業生涯的謝幕之作。在那之後，她身體有恙、不再活躍於銀幕，最終於1983年逝世，終年78歲。
德尔里奥是拉丁美洲的傳奇人物，并在世界范圍内被視作最傑出的、具有代表性的墨西哥女性面孔。
2017年8月3日，搜尋引擎Google展示
塗鴉，紀念德尔里奥誕生113週年。